# Багадаїс
Багадаїс (Prionops) — рід горобцеподібних птахів родини вангових (Vangidae). Включає 8 видів.

## Таксономія
Багадаїсів традиційно вважали представниками сорокопудових. Згодом у різних дослідженнях їх відносили до гладіаторових, личинкоїдових або до монотипової родини Prionopidae. Тепер рід відносять до родини вангових.

## Поширення
Представники роду поширені в Африці.

## Спосіб життя
За харчовими звичками багадаїси схожі на сорокопудів — полюють на комах та дрібних хребетних. Це галасливі та товариські птахи, часто розмножуються колоніями. Вони відкладають 2–4 яйця в акуратні, добре приховані гнізда.

## Види
- Багадаїс білочубий (Prionops plumatus)
- Багадаїс сірочубий (Prionops poliolophus)
- Багадаїс жовтоголовий (Prionops alberti)
- Багадаїс вохристочеревий (Prionops caniceps)
- Багадаїс рудочеревий (Prionops rufiventris)
- Багадаїс червоновійчастий (Prionops retzii)
- Багадаїс габельський (Prionops gabela)
- Багадаїс рудолобий (Prionops scopifrons)